# Fatal Error
A Fatal Error egy magyar alternatív rockzenekar volt, amit 2011-ben alapított Balázs Mihály és Balázs Miklós. Országos ismertséget a 2019-es Eurovíziós Dalfesztivál magyar előválogatójában szereztek. A műsorban a Kulcs című dalukkal vettek részt.

## Történet

### Kezdeti évek
A zenekar kezdetleges felállása 2008 végén alakult, amikor Balázs Misi, Balázs Miki és Rónai Dávid 'Jakó' elhatározták, hogy csinálnak egy rockzenekart. Az együttes tagjai az ELTE Radnóti Miklós Gimnáziumban ismerkedtek meg egymással, és az iskolai baráti körnek adtak koncerteket. A kezdeti időkben feldolgozásokból összerakott számlistával álltak színpadra, a repertoárban szerepeltek többek között Tankcsapda, Junkies, Depresszió dalok. Az énekesi posztot Misi és Jakó osztották meg a billentyű és gitár mellett, míg Miki a dobok mögött ült. A zenekarhoz hamarosan csatlakozott Héra Dániel basszusgitáros, aki akkoriban a koncerteket is szervezte a zenekarnak. Ezzel a felállással a zenekar kiadott egy EP-t 2011 elején, melynek címe Hangerőt Maxra volt.

### Végleges felállás
A zenekar 2011-ben a véletlennek köszönhetően ismerkedett meg a ceglédi Rimóczi Zsolával, akivel az első találkozás után szoros barátságot kötöttek, és Zsola csatlakozott a zenekarhoz frontemberként, az új basszusgitáros pedig Zwickl Dániel lett. A zenekar innentől számolja a tényleges időszámítását. Zsola csatlakozásával elkezdtek komolyabban foglalkozni a saját dalok írásával, és a zenekar 2012 elején ki is adott egy nyolcdalos EP-t AzRock címmel. A lemezen szerepelt a saját dalok mellett egy feldolgozás az LGT Egy elfelejtett szó című dalából. Közben az együttes többször is koncertezett a Dürer Kert kis- és nagytermében, valamint elkezdett az ország különböző városaiban klubkoncerteket adni.
Nem sokkal az első kislemez után, 2012. második felében a zenekar újra stúdióba vonult, és az év őszén kiadták második EP-jüket AzRock II. címmel. 2013 végén Zwick Dániel távozott a zenekarból, helyére Kornyik Botond jött, akit Zsola korábbi ceglédi zenekaraiból ismert. Ezután egy hosszabb szünet következett, és az AzRock III. című harmadik lemezt 2014-ben adták csak ki.
A 2014-es évet a zenekar főként a megyei tehetségkutatóknak szánta. Megnyerte a szarvasi Dobbantó, a szigetszentmiklósi Roxiget, az egri ÉTER tehetségkutatót, majd az országos Öröm a Zene döntőn második helyezést értek el. Megmérkőztek továbbá az I Love Suzuki által meghirdetett klipversenyen is, ahol egy egymillió forint értékű videoklipet nyertek.

### Az első nagylemez, Bérlet az életre
Az együttes 2014 végén nyert támogatást az NKA első Cseh Tamás Programjában, hogy elkészíthesse bemutatkozó nagylemezét, amely aztán 2015 tavaszán jelent meg Bérlet az életre címmel. A korong az évek alatt felgyülemlett, még ki nem adott dalokat foglalta össze. A lemezfelvétel alatt a zenekar közreműködni hívta Sitku Norbert trombitást, aki végül tagként is csatlakozott a zenekarhoz. Ekkor a zenekar már résztvevője volt pár nagyobb nyári fesztiválnak, valamint rengeteg vidéki klubban megfordult már. Ekkor a zenekarból kivált az addig menedzserként tevékenykedő Héra Dániel, így a zenekarvezetői és szervezési tevékenységet a billentyűs, Balázs Misi vitte tovább.
A 2016-os évben kiadtak egy háromszámos EP-t Szó nélkül címmel. Az év második felében a zenekarhoz csatlakozott állandó tagként Joós Bence gitáros, a zenekar így héttagúra bővült. Ősszel a Fatal Error 11 állomásos turnéra indult a Tankcsapda előzenekaraként. A tagok többször úgy nyilatkoztak, hogy Tankcsapdán nőttek fel, így ez a turné egy mérföldkő volt az életükben.

### A második nagylemez, Kisszobából Nagyvilág, Eurovíziós dalválasztó műsor

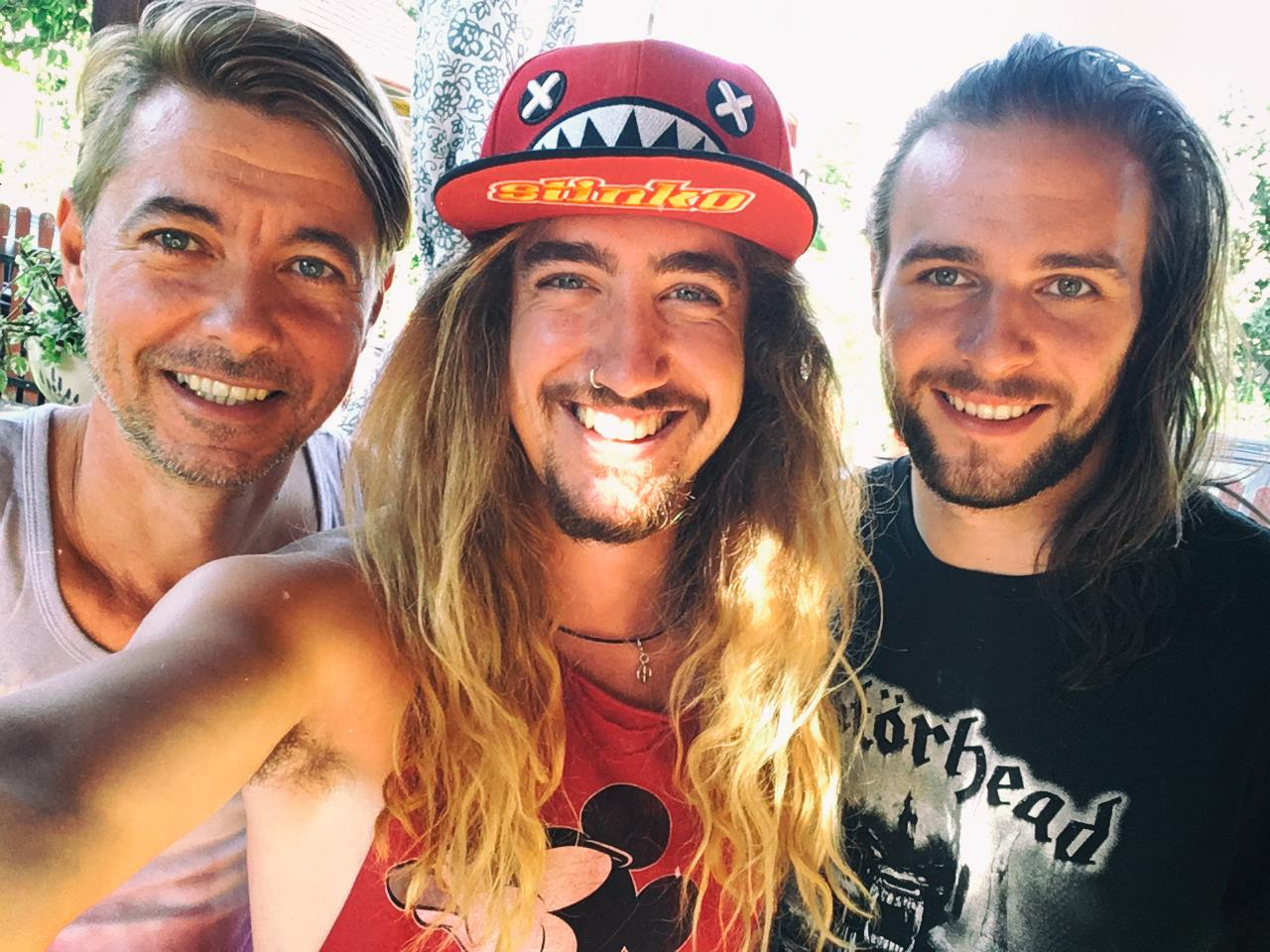
Fatal Error és Beck Zoli

2017-ben érkezett a zenekar második nagylemeze, a Kisszobából nagyvilág. A lemezanyag zenei részét már félig otthon, saját eszközökkel vették fel, a dalszövegek véglegesítésében pedig a 30Y-ból ismert Beck Zoli is részt vett. A lemez kiadása után a csapat országos lemezbemutató turnéra indult.
A zenekar 2018 nyarán Szegeden rögzített két dalt Vári Gábor hangmérnök segítségével. A két dal, a Kulcs és a Mérleg az ősz folyamán meg is jelent videoklip kíséretében

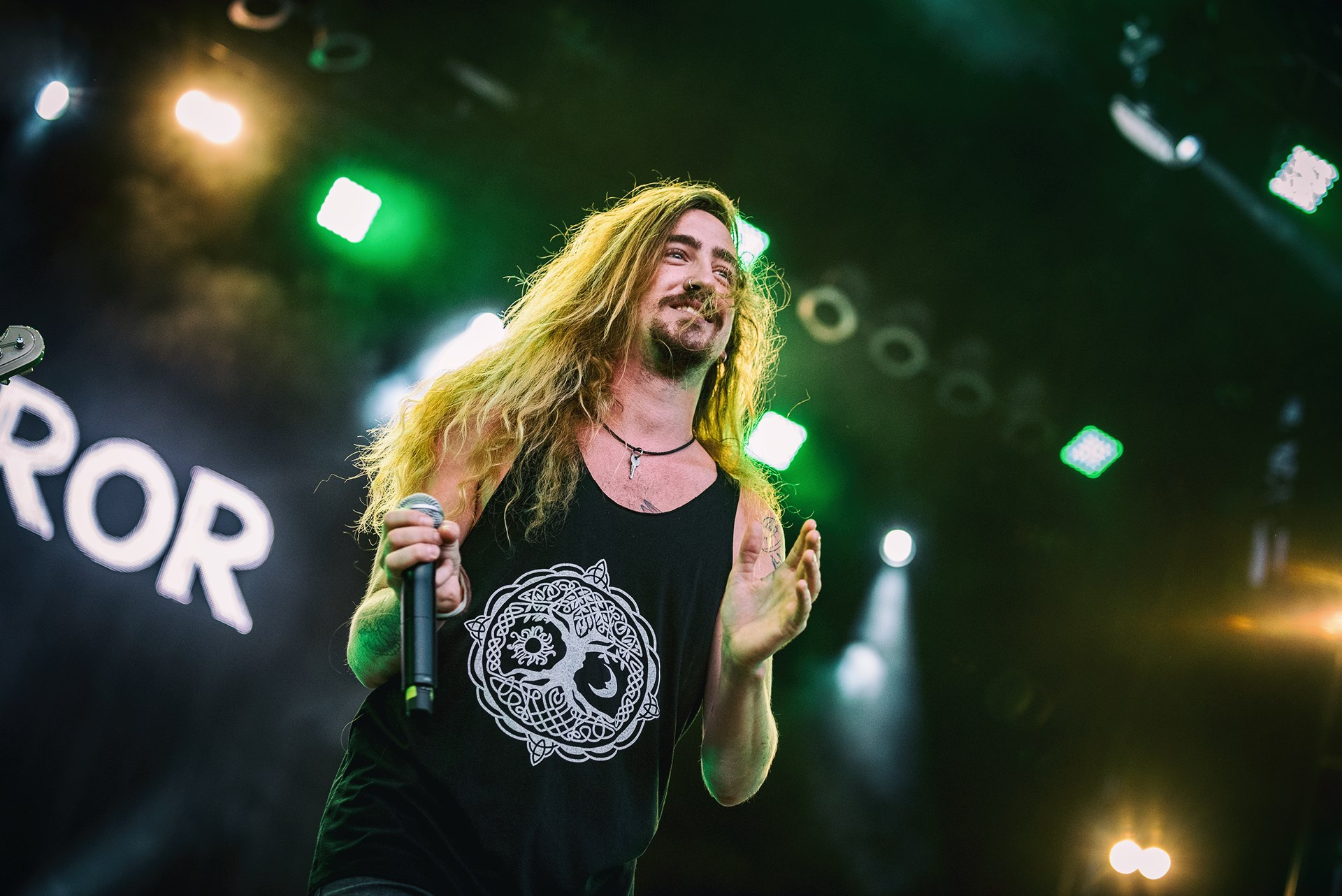
Rimóczi Zsola 2018-ban, a Budapest Parkban

2018 decemberében bejelentették, hogy bejutottak a Duna eurovíziós dalválasztó műsorába, A Dal 2019-be, a Kulcs című dalukkal. A válogató adást megnyerve jutottak az elődöntőbe, ahol 5. helyen végeztek és a vigaszágas szavazás után bekerültek a műsor döntőjébe, de végül nem ők jutottak ki a 2019-es Eurovíziós Dalversenyre.

### A harmadik nagylemez, Halandó, A Dal 2020
A 2019-es év az eurovíziós dalválasztó műsor után a csapat végigkoncertezte az év tavaszát és nyarát, a nyár végén pedig stúdióba vonult, hogy felvegye harmadik, Halandó című lemezét. A lemez dalai egy egységesebb, keményebb hangzásvilágban szólalnak meg, mint a korábbi kiadott anyagaik. 2019 őszén a zenekar a lemez kiadása után úgy döntött beküldi Néma című dalát a A Dal 2020 tehetségkutató műsorba, amelynek már nem az Eurovíziós Dalfesztiválra való kijutás volt a tétje. A zenekar azt nyilatkozta, hogy a harmadik nagylemez promóciója miatt neveztek be. A Fatal Error ismét a döntőig jutott.

### A 2020-as év, karantén, Akusztik

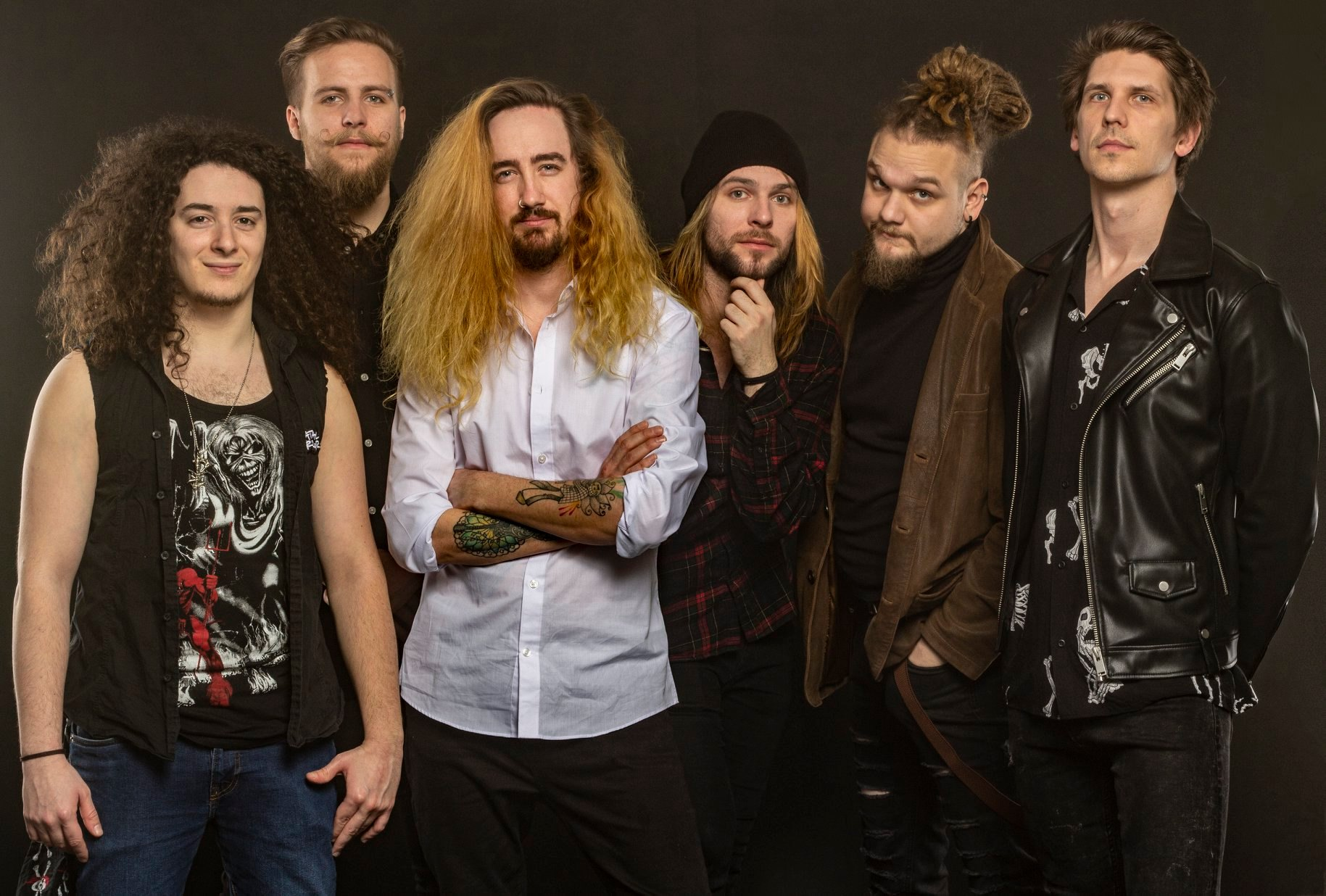
A Fatal Error zenekar 2020-ban

A DAL 2020 után a Petőfi Rádió rotációban kezdte játszani a Néma akusztikus áthangszerelésű verzióját. A koronavírus miatti karantén kezdetén a zenekar kiadta Maradj velem otthon című dalát, mely igen pozitív fogadtatást kapott. Az év során a csapat összesen 5 új dalt adott ki, melyek közül az utolsó kettő már a 2021-ben megjelenő Művirágok karneválja című lemez előfutárai. 2020 nyarán a zenekar meghívást kapott a Petőfi TV Akusztik című műsorába, ahol egy egyórás akusztikus koncertet rögzítettek kiegészülve vonósokkal, vokalistákkal és más vendégzenészekkel.
A 2021-es év elején a Fatal Error szerepelt Nagy Feró 75. születésnapi válogatáslemezén a Csodálatos Ember című feldolgozásával, nem sokkal később pedig visszatértek a A Dal színpadára, mint extraprodukció. Keresztes Ildikóval közösen adták elő az Omegától az Ezüst eső című dalt emlékezve a 2020-ban elhunyt Omega tagokra.
2021 februárjában megjelent Mesélnék című daluk, melyet az év elején elhunyt zenész barátjuknak, Siklósi Örsnek ajánlottak, majd nem sokkal később a Veled más a helyzet című követte, amelyben Mirtse Kori, a Kontraszt énekese, valamint Balázs Mihály párja is közreműködik, vokál terén.
A negyedik nagylemez, Művirágok karneválja (Dupla lemez)
A 2021-es évben két lemezt is adtak ki, vagyis két részletben jelent meg a Művirágok karneválja, a zenekar 4. nagylemeze. Az elsőn a könnyebben emészthető, nyugalmasabb, míg a másodikon a keményebb vonal képviselteti magát. Sok dal közönségkedvenc lett, mint maga a Művirágok karnevélja, vagy a Van hullám, nincs tenger, valamint a Forradalom, amelyben Balázs Mihály is közreműködik a vokálokban.
A zenekar 2024. november 22-én jelentette be feloszlását. A búcsú koncertjüket 2025. március 21-én az A38 Hajón tartották.

## Tagok

### Utolsó felállás
. Rimóczi görbe 
- Rimóczi Zsolt (ének, akusztikus gitár)
- Balázs Mihály (szintetizátor, ének)
- Rónai Dávid (ritmusgitár)
- Joós Bence (szólógitár)
- Sitku Norbert (basszusgitár, trombita)
- Balázs Miklós (dob)

### Korábbi tagok
- Kornyik Botond (basszusgitár)
- Héra Dániel (basszusgitár)
- Zwickl Dániel (basszusgitár)

## Diszkográfia

### Stúdióalbumok
- Bérlet az életre (2015)
- Kisszobából nagyvilág (2017)
- Halandó (2019)
- Művirágok karneválja I–II. (2021)
- Útravaló (2025)

### Kislemezek
- AzRock I. (2014)
- AzRock II. (2014)
- Szó nélkül (2016)

### Megjelent dalok
- Maradj velem otthon (2020)
- Szóljon a taps (2020)
- Comin' Around (2020)
- Csodálatos Ember – Feró 75 (2021)
- Hátrakötött kézzel (2023)
- Nem hagylak egyedül (2023)
- Fecskék (2023)
- Szótenger (2024)
- Negatív (2024)

## Díjak, elismerések
- 2014 – Cseh Tamás Program: Induló zenekari pályázat győztes
- 2014 – Roxiget tehetségkutató – 1. hely
- 2014 – Dobbantó tehetségkutató, Szarvas – 1. hely
- 2014 – Éter tehetségkutató, Eger – 5 díj
- 2016 – Soprock tehetségkutató – 1. hely
- 2019 – A Dal 2019 eurovíziós nemzeti dalválasztó műsor – 5. hely
- 2020 – A Dal 2020 tehetségkutató műsor – 5. hely